# Johannes Strasser
Johannes Damian Strasser (Dachau, 13 giugno 1982) è un ex cestista, allenatore di pallacanestro e dirigente sportivo tedesco.

## Palmarès
- Campionato tedesco: 1

Colonia 99ers: 2005-06
- Coppa di Germania: 3

Colonia 99ers: 2004, 2005, 2007
- Supercoppa tedesca: 1

Cologne 99ers: 2006